# Prix Buning Brongers
Le prix Buning Brongers est une récompense annuelle ou biennale néerlandaise qui est décernée à de jeunes artistes.
Ce prix est le plus grand prix d'art privé des Pays-Bas. Le prix consiste en une somme de 4 500 € et en l'organisation d'une exposition ainsi qu'une cérémonie de remise des prix à la Société des artistes Arti et Amicitiae; un catalogue est également publié.
Les candidats sont sélectionnés par les écoles d'art néerlandaises.
Le prix Brongers Buning est décerné par la Fondation Buning Brongers selon les volontés de Johan Buning, de sa femme Titia Brongers, et de sa belle-sœur Jeanette Brongers. Le prix a été décerné pour la première fois en 1966 et est décerné tous les ans ou tous les deux ans depuis.

## Lauréats
- 2014 - Cian-Yu Bai, Frederique Jonker, Janine van Oene, Sam Samiee, Jisan Ahn, Jeannoux van Deijck, Saskia Blokzijl.
- 2012 - Maarten van Aken, Gonul Albayrak, Fritz Bornstück, Andrea Freckmann, Dimitar Genchev, Josje Peters, Thomas Raat, Sanne Rous.
- 2010 - Viktor Baltus, Mitchel Breed, Thijs Jansen, Omar Koubâa, Mari Stoel, Sarah Verbeek, Jan Wattjes.
- 2008 - Niels Broszat, Vincent Dams, Dagmar Donners, Jakup Ferri, Paul Haworth, Hans Hoekstra, Jack Holden, Lilian Kreutzberger.
- 2006 - Miranda Cleary, Nathan van Heijnsbergen, Rijnder Kamerbeek, Henrik Kröner, Anna Niederbremer, Pauline Niks, Jack Ruebsaet, Lucy Stein, Evi Vingerling, Rozemarijn Westerink.
- 2004 - Wafae Ahalouch El Keriasti, Yesim Akdeniz Graf, Tjebbe Beekman, Mark Beerens, Marie Civikov, Kristine Hymøller, Chloe Morrison, Julia Münstermann, Marjolein Rothman, Myrthe Steenweg.
- 2002 - Michiel ten Bokum, Liam Dunne, Aaron van Erp, Robert Geveke, Jonathan Gold, Amber de Groot, Sara van der Heide, Hidde van Schie, Chantal Spit, Myra de Vries.
- 2000 - Antoine Adamowicz, Robert Geveke, Jasper van der Graaf, Leo Kogan, Harm Goslink Kuiper, Ellemieke Schoenmaker, Derk Thijs, Esther Tielemans, Eefje Versteegen, Barbara Wijnveld.
- 1998 - Rana Berends, Henk de Bouter jr, Monique Camps, Raymond Cuijpers, Natasja Kensmil, Bas Louter, Jacco Olivier, Gertjan Scholte-Albers, Barbara Wijnveld, Ina van Zyl.
- 1996 - Rolf Bastiaans, Frans Boomsma, Abraham de Haan, Jeroen Krielaart, Vanessa Jane Phaff, Jannie Regnerus, Wim van den Toorn, Siree van der Velde, Jeroen van der Velden, Daniel Verkerk, Bas Zoontjes.
- 1994 - Eelco Brand, Elsa Hartjesveld, Shigeru Hasegawa, Benoît Hermans, Hella van 't Hof, Henk Jonker, Peter Miedema, Rinke Nijburg, Rosetta Spadaro, Marjolein Spitteler, Peter Westenberg.
- 1992 - Ko Aarts, Bouchaib Dihaj
- 1991 - Patries
- 1990 - Frans Franciscus
- 1989 - Peter Breevoort
- 1988 - Peter Keizer
- 1987 - Jan Baas, Liesbeth Bik
- 1986 - Gabriëlle van der Laak, Tiong Ang
- 1985 - Roeland Zijlstra, Brigitte Engel
- 1984 - Marlijn Dunker, Willem Sanders
- 1983 - Gerard Prent
- 1982 - Jan van der Pol, Peter Klashorst, Peter Zegveld
- 1981 - René van den Broek, Karin Lugtigheid
- 1980 - Jan Commandeur, Toon Verhoef, Emo Verkerk
- 1978 - Jaap Schlee
- 1977 - Ramon van de Werken, Wendelien Schőnfeld
- 1975 - Chris de Bueger
- 1974 - Rudi Maynard
- 1973 - Aart Elshout
- 1972 - Mariëtte Nijsten, Bart Jonkers
- 1971 - William Lindhout
- 1970 - Paul Moedig
- 1968 - Antje IJpelaar
- 1967 - Henri Plaat
- 1966 - Marjan de Glopper